# Ягошур (село)
Ягошу́р (рос. Ягошур) — присілок в Балезінському районі Удмуртії, Росія.

## Населення
Населення — 108 осіб (2010; 144 в 2002).
Національний склад станом на 2002 рік:
- удмурти — 97 %